# فرنسيسكانية
الرهبنة الفرنسيسكانية، ويعرف رهبانها باسم الفرنسيسكان، هي رهبنة في الكنيسة الكاثوليكية، تأسست على يد القديس فرنسيس الأسيزي في شمال إيطاليا في القرن الثالث عشر تحديدًا عام 1208 وثبت قوانينها البابا إينوسنت الثالث عام 1209، وتعتمد على روحانية القديس فرنسيس، والقوانين التي وضعها بشكل أساسي. تتألف الرهبنة من ثلاث فروع رهبنة رجالية، ورهبنة نسائية، وما يعرف بالرهبنة الثالثة التي ينضم إليها المدنيون، الذين يبقون في العالم لا في الدير، ويحق لهم الزواج وإنما يلتزمون بفروض وصلوات الرهبنة وتأملاتها.
تركز روحانية القديس فرنسيس الأسيزي على الاهتمام بالفقراء والعمل على تنمية وضعهم بتنمية مستدامة، فالأسيزي الذي كان من عائلة إقطاعية ثرية وهب أملاكه للفقراء، متخليًا عن الثراء الشخصي، ليعيش فقيرًا كالمسيح. كذلك فإن الاهتمام بالبيئة وحركة إصلاح دائمة في الكنيسة، هي من أبرز مقومات الرهبنة الفرنسيسكانية الورحية. تتولى الرهبنة الفرنسيسكانية حماية الأراضي المقدسة في فلسطين، مثل كنيسة كل الأمم في جبل الزيتون، أو كنيسة البشارة في الناصرة، أو كنيسة نياح العذراء في القدس وكنيسة المهد في بيت لحم إلى جانب قسم من كنيسة القيامة. يدعى الرئيس العام للرهبنة الفرنسيسكانية نظرًا للدور التاريخي المنوط به "حارس الأراضي المقدسة"، وهي مهمة متوارثة منذ عام 1217، حين استحدثت الرهبنة "إقليم سوريا"، ورسميًا بعد تكريس البابا كلمنت السادس له عام 1342.
تدير الرهبنة في القدس وكذلك في هونغ كونغ معهدًا كبيرًا لدراسة الكتاب المقدس، يعتبر من أشهر المعاهد الكتابية حول العالم، ويعود له إنجاز أول ترجمة للكتاب إلى الصينية في القرن الرابع عشر وتدير الرهبنة أيضًا، المنظمة الفرنسيسكانية، وهي منظمة غير حكومية وغير ربحية تقع في الولايات المتحدة، وتتولى نشر وإعداد جميع متعلقات الرهبنة، وتعتبر من الهيئات ذات الصلة بالأمم المتحدة.

## معرض الصور

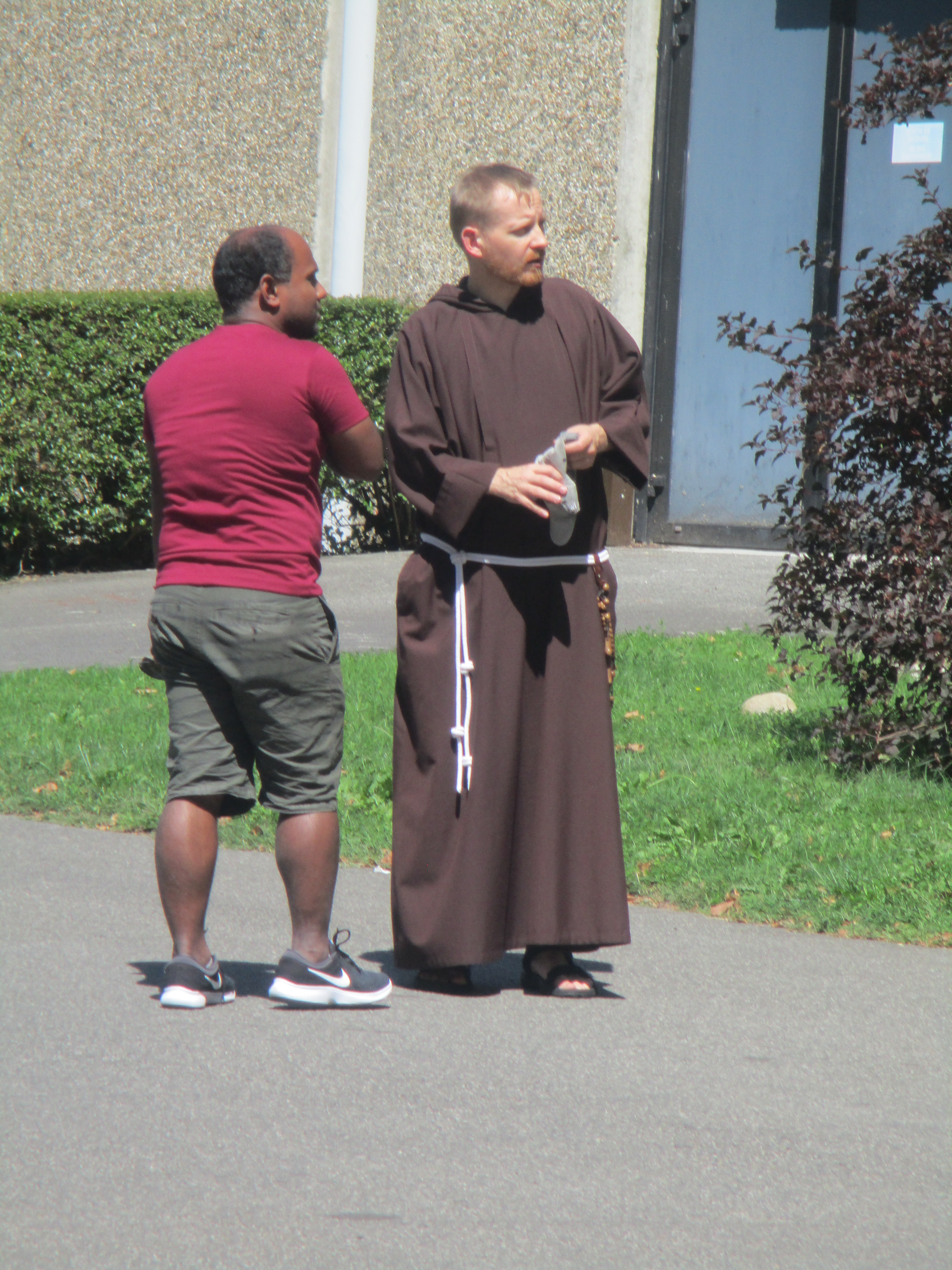
أخ فرنسيسكاني في مدينة اللورد
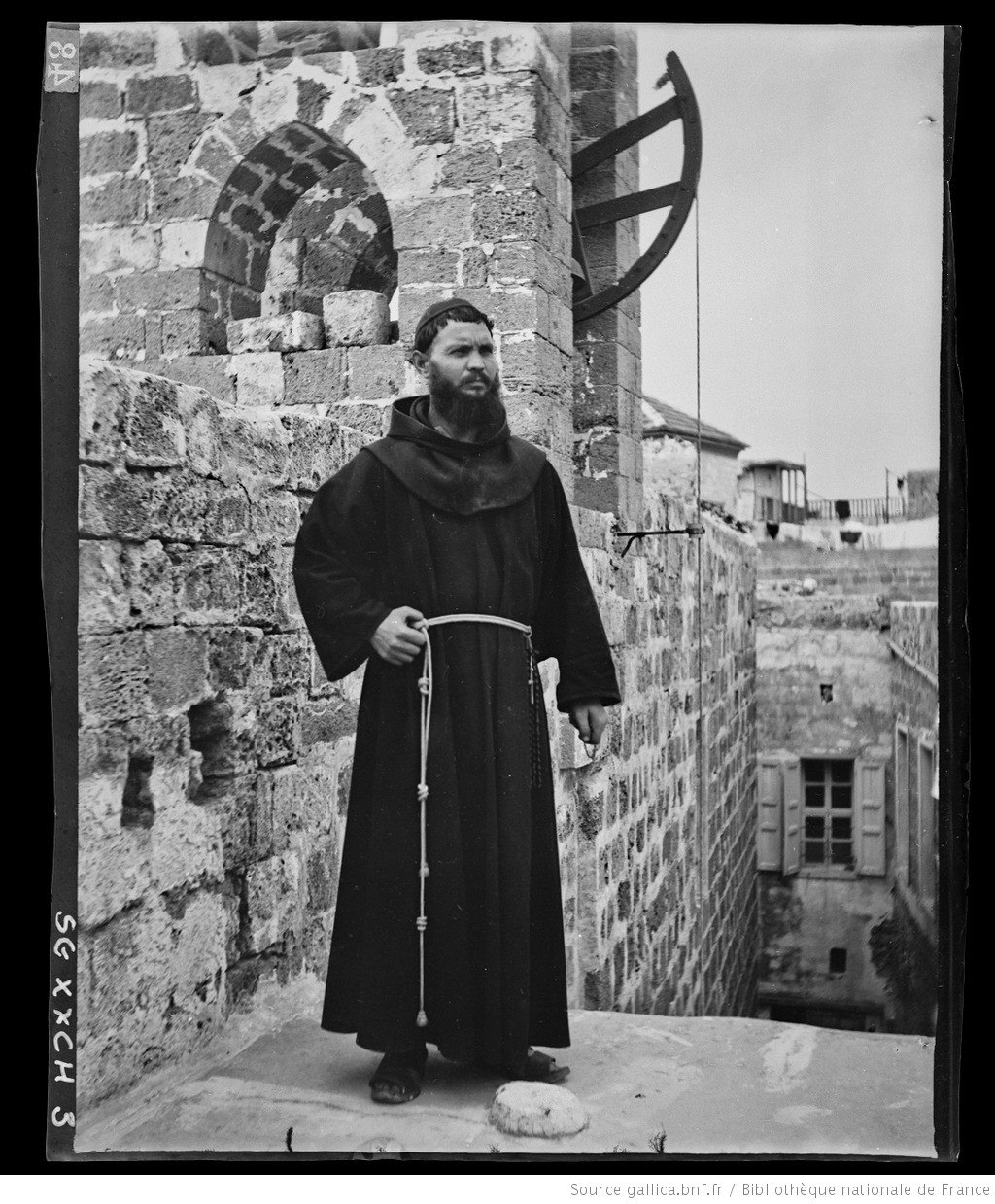
أب فرنسيسكاني في سوريا في القرن التاسع عشر